# Ljungö bådan
Ljungö bådan är ett skär i Åland (Finland). Det ligger i Skärgårdshavet och i kommunen Sottunga i landskapet Åland, i den sydvästra delen av landet. Ön ligger omkring 43 kilometer öster om Mariehamn och omkring 230 kilometer väster om Helsingfors.
Öns area är 0,4 hektar och dess största längd är 110 meter i nord-sydlig riktning. Trakten är glest befolkad. Närmaste större samhälle är Föglö, 19,2 km sydväst om Ljungö bådan.